# Biserica de lemn din Runcu Mare

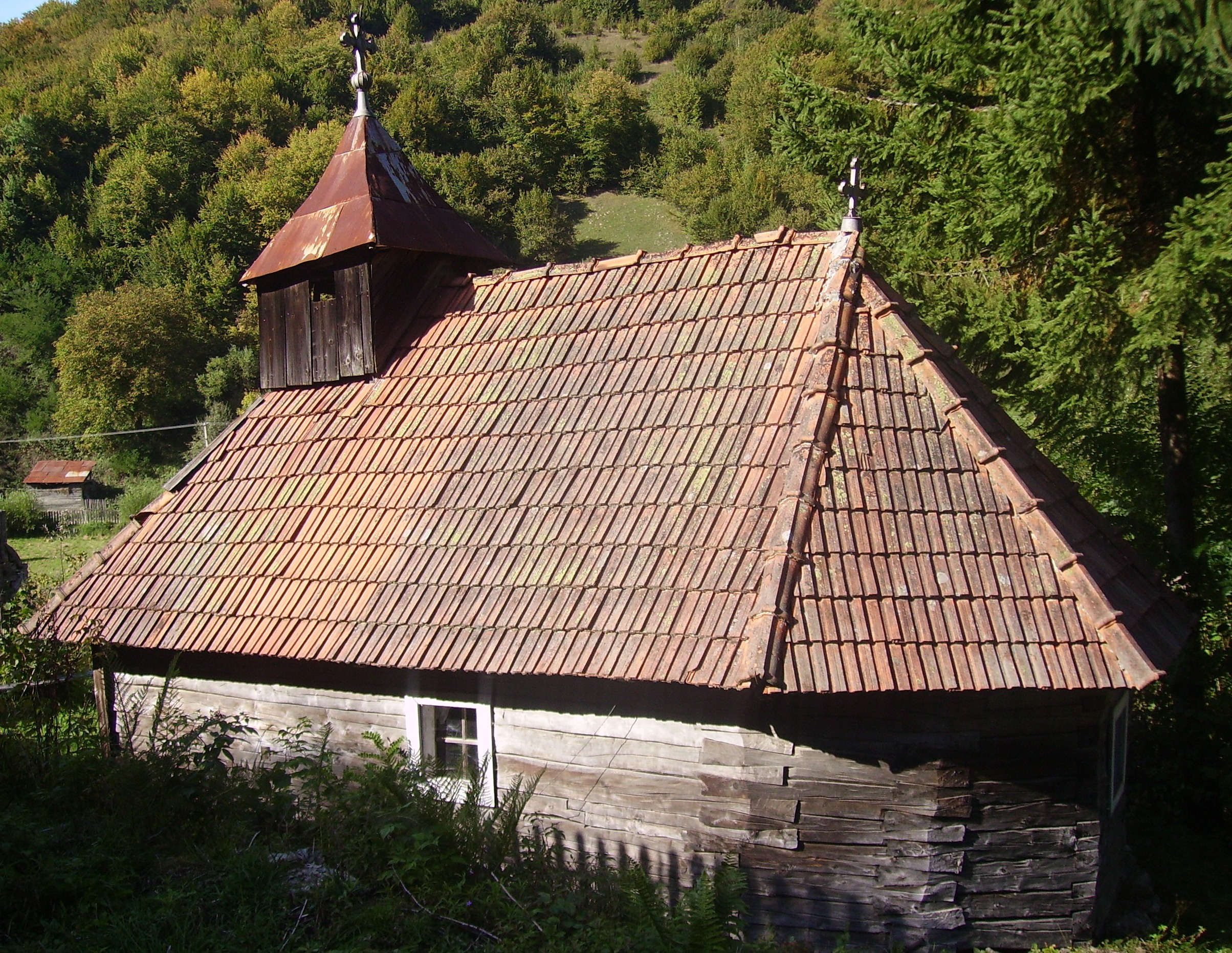
Biserica de lemn „Cuvioasa Paraschiva” din Runcu Mare, comuna Lelese, județul Hunedoara, foto: septembrie 2007.

Biserica de lemn din Runcu Mare, comuna Lelese, județul Hunedoara a fost ridicată la sfârșitul secolului XIX (1887). Are hramul „Cuvioasa Paraschiva”. În ciuda vechimii sale și a măiestriei lucrului în lemn biserica nu se află pe noua listă a monumentelor istorice.

## Istoric și trăsături
Biserica „Sfânta Cuvioasă Parascheva” din cătunul Goruia al satului Runcu Mare din
comuna Lelese, a fost ridicată, potrivit tradiției, în anul 1560, fiind rectitorită, în 1887, în timpul păstoririi preotului Stan; lăcașul figurează doar in tabelele conscripției din anii 1829-1831.
Este un edificiu de plan dreptunghiular de dimensiuni reduse, cu absida nedecroșată, de formă 
pentagonală. Clopotnița miniaturală de deasupra pronaosului, lipsită de foișor, este prevăzută cu un coif piramidal, învelit în tablă; la acoperișul propriu-zis s-a folosit țigla. Bârnele au rămas aparente. Lăcașul nu păstrează la interior urme ale vreunui decor iconografic.